# Festiwal Tańca Karmiel
Festiwal Tańca Karmiel (hebr. פסטיבל מחול כרמיאל; ang. The Karmiel Dance Festival) – festiwal folklorystyczny odbywający się corocznie w mieście Karmiel na północy Izraela.

## Historia
Festiwal został założony w 1988 roku z inicjatywy dwóch izraelskich tancerzy folklorystycznych. Jeden z nich, Jonatan Carmon był do 2000 roku dyrektorem artystycznym festiwalu, a potem zastąpił go Szlomo Maman. Od 2010 roku dyrektorem jest Aaron Solomon. W 2006 roku termin festiwalu został przełożony ze względu na ostrzał rakietowy podczas II wojny libańskiej. Festiwal zwykle trwa trzy dni, jednak latem 2007 roku wydłużono go do czterech dni. Pozwoliło to poświęcić drugi dzień na występy zespołów dziecięcych i młodzieżowych. W 2011 roku planowano wydłużenie festiwalu do pięciu dni, jednak problemy budżetowe uniemożliwiły realizację tych planów.

## Informacje ogólne
Festiwal trwa trzy dni, podczas których publiczność może podziwiać występy zespołów folklorystycznych z kraju i za granicy. Wszystkie występy są otwarte dla publiczności. W czasie festiwalu odbywają się dwa konkursy: tańca folklorystycznego oraz choreografii.
Każdego roku odbywa się specjalny koncert jednego z najlepszych zespołów na świecie:
- 1988 – Teatr Tańca Boba Cohena z Londynu,  Wielka Brytania
- 1989 – Opera Ballet,  Francja
- 1990 – Polski Teatr Tańca,  Polska
- 1992 – Balet Teatr Bolszoj,  Rosja
- 1993 – National Ballet Nancy,  Francja
- 1994 – Balet Teatr Wielki w Warszawie,  Polska
- 1995 – Teatr Tańca Killiana,  Holandia
- 1996 – Balet Espanol,  Hiszpania
- 1997 – Narodowy Balet Korei,  Korea Południowa
- 1998 – Balet Stanisławski,  Rosja
- 1999 – Balet Opery w Warszawie,  Polska
- 2000 – Narodowy Balet Chin,  Chiny
- 2001 – Ukraiński Balet Bolszoj,  Ukraina
- 2002 – Narodowy Balet Łotwy,  Łotwa
- 2003 – Bat-Szeva,  Izrael
- 2004 – grupa zbiorowa,  Izrael
- 2005 – Glykeria
- 2006 – Balet Izraela,  Izrael
- 2007 – Państwowy Zespół Ludowy Pieśni i Tańca "Mazowsze",  Polska